# Teruggita
La teruggita es un mineral de la clase de los minerales boratos. Fue descubierta en 1968 en una mina de Coranzuli, en la provincia de Jujuy (Argentina), siendo nombrada así en honor de Mario Egidio Teruggi, geólogo italo-argentino. Un sinónimo es su clave: IMA1968-007.

## Características químicas
Es un borato de calcio y magnesio con aniones adicionales de arsénico, con estructura molecular de neso-hexa-borato.

## Formación y yacimientos
Aparece en yacimientos de minerales boratos de facies lacustre, típicamente asociado con productos volcánicos y diagénesis de sedimentos de playa.
Suele encontrarse asociado a otros minerales como: inyoíta, calcita, ulexita, aragonito, rejalgar, montmorillonita, colemanita o meyerhofferita.